# Milan Ivana
Milan Ivana, né le 26 novembre 1983 en Tchécoslovaquie, est un footballeur international slovaque. Il évolue au poste d'ailier droit.
Il compte deux sélections avec l'équipe nationale slovaque : en 2004 contre l'Autriche et en 2006 contre les Émirats arabes unis. Il n'a pas marqué de but au cours de ces deux rencontres amicales.

## Palmarès
- Vainqueur de la Gambrinus liga : 2008 et 2009 avec le SK Slavia Prague.
- Meilleur buteur de la Gambrinus liga : 2006 avec le FC Slovácko.